# Nero (Album)
Nero ist das dritte Soloalbum des deutschen Rappers Vega. Es erschien am 11. Januar 2013 über die Plattenfirma Freunde von Niemand, einem Sublabel von Wolfpack Entertainment. Nero erreichte Platz 2 der deutschen Album-Charts.

## Hintergrund
Der Album-Titel Nero beziehe sich laut Vega sowohl auf den römischen Kaiser Nero als auch auf die italienische Übersetzung der Farbe schwarz. Insbesondere in der Präsentation seiner „Battle-Songs“ sehe er sich selbst als „zerstörerische[n] Kaiser“. Des Weiteren könne Nero auch für die deutsche Hip-Hop-Szene stehen, wohingegen Vega und die Mitglieder seines Labels „das kleine gallische Dorf in diesem großen römischen Reich“ darstellen.

## Titelliste
| #  | Titel                    | Gastmusiker         | Produzent(en)         | Länge |
| -- | ------------------------ | ------------------- | --------------------- | ----- |
| 1  | Intro                    |                     | Timo Krämer           | 1:41  |
| 2  | Dem Himmel noch näher    |                     | Jumpa                 | 3:23  |
| 3  | Letzter der geht         |                     | Medeline              | 2:46  |
| 4  | Es wird Zeit             | Bosca               | Bizzy Montana         | 2:51  |
| 5  | Sanduhr                  |                     | Timo Krämer           | 4:02  |
| 6  | Käfig aus Gold           | Timeless            | Johnny Pepp           | 2:38  |
| 7  | Diese Stadt muss brennen |                     | F7                    | 3:23  |
| 8  | Weiß                     |                     | Timo Krämer           | 4:22  |
| 9  | Schwarz                  |                     | Timo Krämer           | 2:58  |
| 10 | Von einem anderen Stern  | MoTrip & RAF Camora | Johnny Pepp & Cristal | 4:21  |
| 11 | Herz aus Stein           |                     | Jumpa                 | 3:15  |
| 12 | Immer noch               |                     | Jumpa                 | 2:57  |
| 13 | Nur wir beide            | David Pino          | Jumpa                 | 3:39  |
| 14 | Ich war                  |                     | Jumpa                 | 3:21  |
| 15 | Outro                    |                     | Jumpa                 | 2:47  |

| #  | Titel            | Gastmusiker                                                   | Produzent(en)                                             | Länge |
| -- | ---------------- | ------------------------------------------------------------- | --------------------------------------------------------- | ----- |
| 16 | Eulen nach Athen | Haudegen                                                      | Dirty Dasmo, Sven Gillert, Matthias Mania und Hagen Stoll | 4:55  |
| 17 | Hände hoch       |                                                               | Joshimixu                                                 | 2:58  |
| 18 | Es muss sein     | KC Rebell und PA Sports                                       | Jumpa                                                     | 3:32  |
| 19 | König Heut Remix | Bizzy Montana, Timeless, Bosca, Johnny Pepp und Liquit Walker | Johnny Pepp & Cristal                                     | 4:05  |

## Versionen
Nero erschien in drei verschiedenen Versionen. Neben der aus 15 Stücken bestehenden „Standard Edition“ des Albums wurden mit Eulen nach Athen, Hände hoch, Es muss sein und König Heut Remix vier zusätzliche Lieder aufgenommen, die als Bonus-Stücke auf der „Premium Edition“ zu finden sind. Darüber hinaus wurde eine als Box verpackte „Limited Edition“ veröffentlicht. Diese enthält die Stücke der „Standard Edition“ und eine DVD, auf der Konzertmitschnitte, Interviews sowie Musikvideos zu den Liedern Intro, Kannst du es sehen, So weit weg und Ich bin König heut/Mit dem Kopf durch die Wand enthalten sind. Des Weiteren liegt der „Limited Edition“ eine sogenannte Downloadkarte bei, mit welcher die Bonus-Songs der „Premium Edition“ heruntergeladen werden können. Zusätzlich enthält die Box eine signierte Autogrammkarte von Vega sowie ein exklusives T-Shirt.

## Vermarktung
Zeitgleich zur Bekanntgabe des Veröffentlichungsdatums von Nero erschien kostenlos das Lied Wand, das Vega mit dem Rapper Kool Savas aufgenommen hatte. Das Stück war ursprünglich für Savas’ Album Die John Bello Story 3 entstanden. Ein Snippet, in dem Ausschnitte aus den Liedern des Albums präsentiert werden, wurde am 22. November 2012 veröffentlicht. Mit Von einem anderen Stern erschien Ende November die erste Videoumsetzung eines Stücks des Albums. Diese war von Famefabrik produziert worden. Im Rahmen eines Making-ofs wurden zudem Eindrücke von den Dreharbeiten vermittelt.
In der Veröffentlichungswoche veranstaltete die Internetseite Aggro.TV eine Themenwoche zu Vega unter dem Titel „Aggro Alarm“. Im Zuge dessen erschienen täglich exklusive Videos zu Nero. Am 6. Januar 2013 begann die Reihe mit einem Video zu einem Stück mit dem Titel 50 Bars, ein Musikvideo zu Intro sowie dem „Freetrack“ Es muss sein, den Vega mit KC Rebell und PA Sports aufgenommen hatte. Es folgten ein Musikvideo zu Outro, ein Video mit dem Titel Acapella, in dem Vega A cappella rappt, sowie ein Musikvideo zu Herz aus Stein, das im Rahmen der Reihe Halt die Fresse veröffentlicht wurde.
Zwei weitere Musikvideos wurden von Helles Design produziert. Am 13. Januar erschien ein Video zum Lied Dem Himmel noch näher, das unter der Regie von Robin Heller entstanden war. Ende Januar folgte ein Video zum Stück Weiß. Vom 14. Februar bis zum 3. März 2013 absolvierte Vega unter dem Titel „Nero Tour 2013“ eine Konzert-Tournee durch dreizehn Städte.

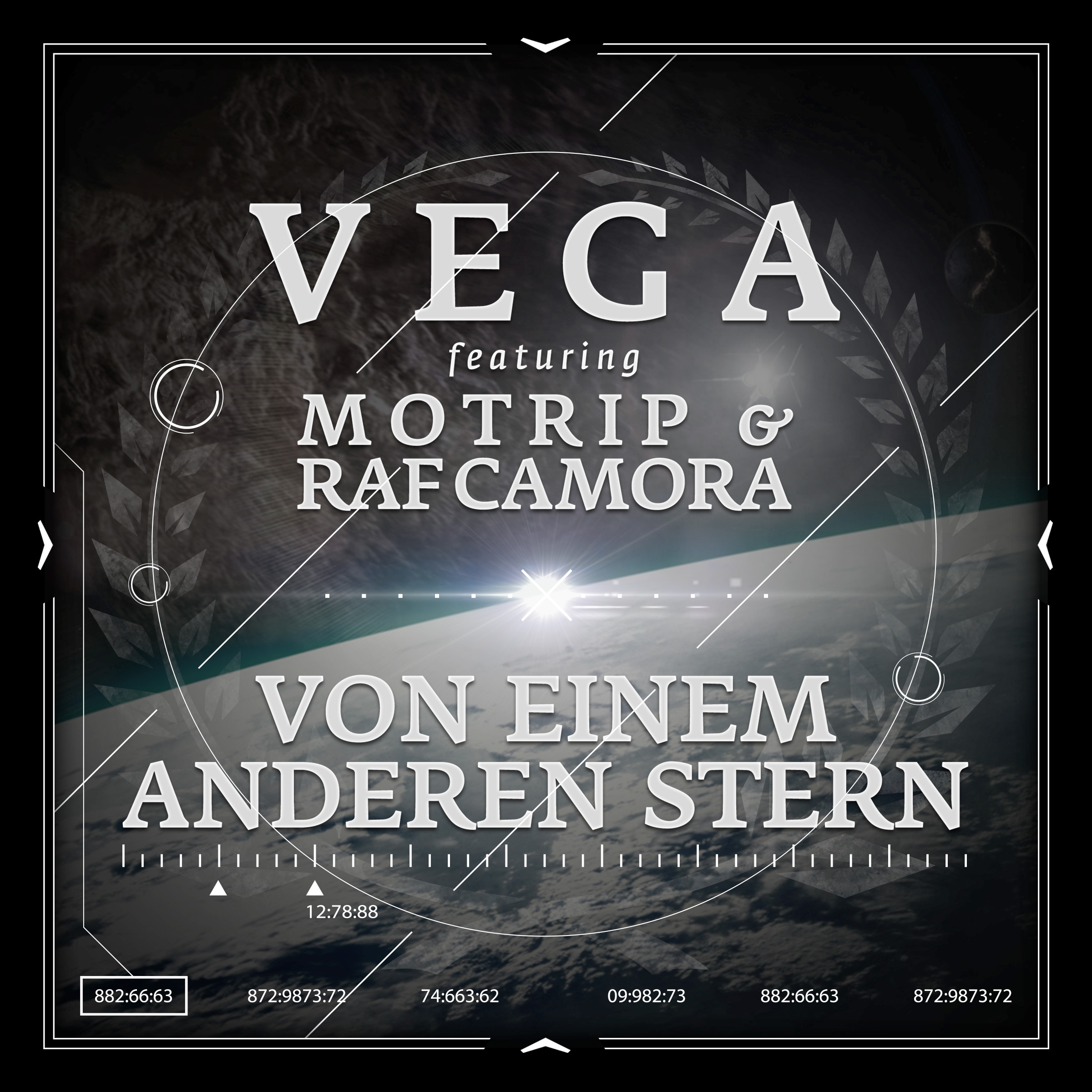
Cover der Single „Von einem anderen Stern“
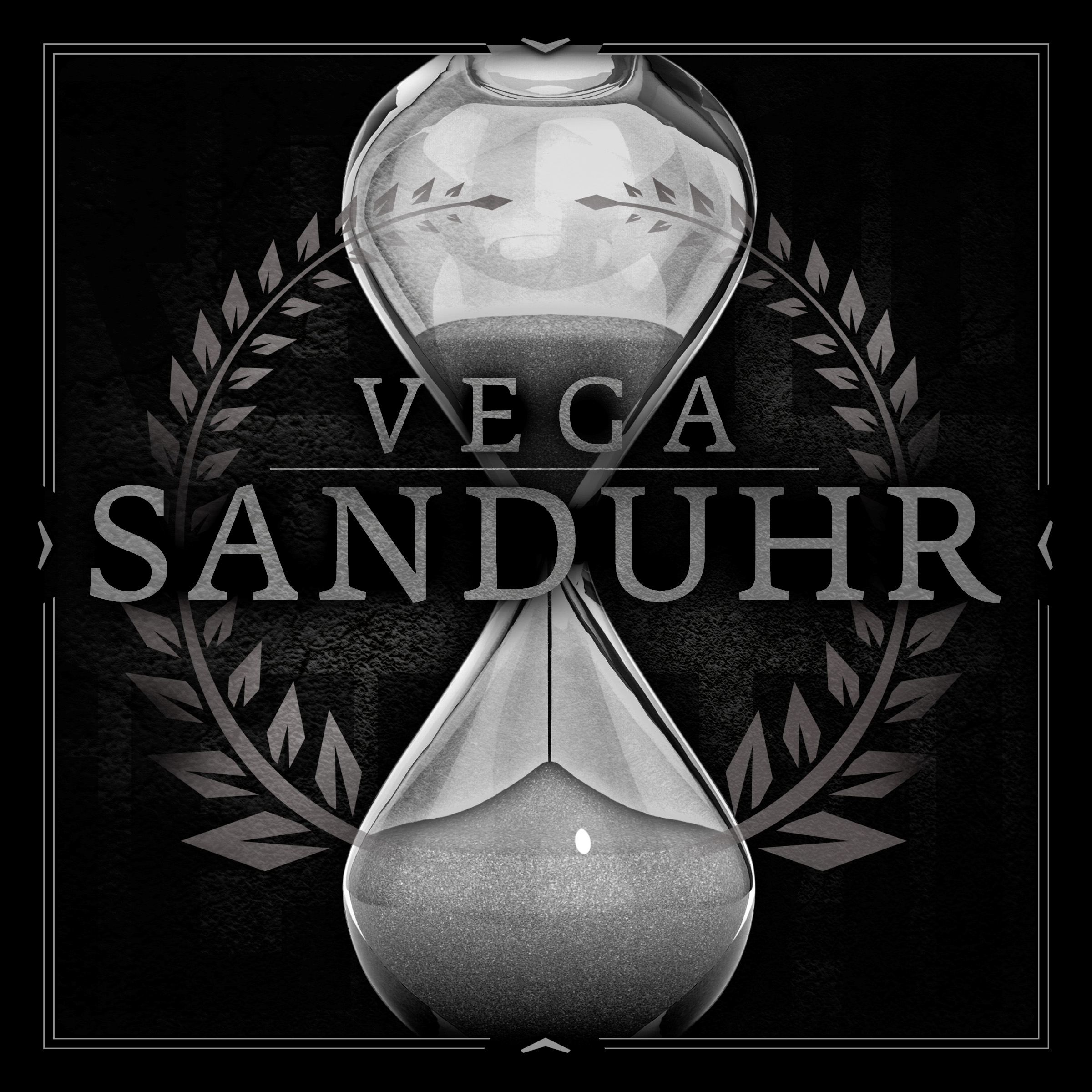
Cover der Single „Sanduhr“

## Rezeption

### Kommerzieller Erfolg
Vegas drittes Album konnte Position 2 der deutschen Album-Charts erreichen. In der Schweiz stieg Nero auf Rang 30 ein. Mit Platz 14 positionierte sich Nero auch in den österreichischen Charts.

### Kritik
Die E-Zine Laut.de bewertete Nero mit vier von möglichen fünf Punkten. In der von Dani Fromm verfassten Rezension werden die Produktionen positiv hervorgehoben. So sorgen die Melodien mit „melancholischem Klavier und Streichern, dicken Bässen“ und stellenweise mit „ausgesprochen rocklastigen E-Gitarren für düstere, beklemmende Stimmung.“ Die Stimmung der Stücke pendele „zwischen Trauer und Wut“. Inhaltlich verarbeitet Vega vor allem persönliche Themen, was als „nicht unbedingt innovativ, aber authentisch und nachvollziehbar“ gewertet wird. Lieder wie Käfig aus Gold lassen sich zudem dem Subgenre des Battle-Raps zuordnen. Die Rap-Technik Vegas wird in der Kritik als nicht besonders ausgefeilt bewertet. Lob findet Fromm dagegen für den Rückgang der „despektierliche[n] Nutzung des Wortes ‚schwul‘.“ Die häufige Verwendung auf seinen vorherigen Veröffentlichungen war mehrfach kritisiert worden. In den Texten auf Nero habe Vega die Nutzung „auf ein erträgliches Maß reduziert.“
In einer auf der Internetseite Rap.de veröffentlichten Kritik erhielt das Album acht von möglichen zehn Punkten. Aus Sicht des Redakteurs Oliver Marquart halte sich Vega mit „Kompromisslosigkeit, Härte und jede[r] Menge Pathos“ an seine Stärken. Trotz der „wiederkehrenden Inhalte“ der Texte sei Nero nicht langweilig. Zu den wiederkehrenden Motiven gehören die Gewalten und vier Elemente der Natur. Dies werde mit „einer großen Portion Weltschmerz und Einzelkämpfertum“ verbunden. Ausnahmen bilden die Stücke Weiß, das dem Fußballverein Eintracht Frankfurt gewidmet ist, und Nur wir beide, in dem Vega die Liebe zu seiner Frau verarbeite. Zusammengefasst sei Nero im Vergleich zum vorherigen Album Vincent „noch konsequenter durcharrangiert“. Zudem sei der Pathos „noch monumentaler“ und die Melodien „noch besser auf den Punkt produziert“.
Das Hip-Hop-Magazin Juice bewertete Nero mit vier von möglichen sechs Kronen. Aus Sicht des Redakteurs Matthias Schädl müsse die fünfte Krone verwehrt werden, da die Veröffentlichung „kein Album für immer, sondern nur für jeden Winter“ sei. Nero verursache beim Hörer einen „Battle of the Ear“. Einerseits könne Schädl die Stücke aufgrund der hohen Ähnlichkeit nicht auseinanderhalten, andererseits könne das Album in seiner Gesamtheit als komplex, stringent und in sich schlüssig wahrgenommen werden. Zahlreiche Verse seien „Hymnen für alle Underdogs und Ruffnecks“, aber wirken zum Teil auch wie „Plattitüden an der Grenze zum Ertragbaren.“ Die Produktionen seien „Meilensteine in Bombast“, können jedoch auch als musikalischer Stillstand bezeichnet werden.